# Phare de Mehmetçik
Le Phare de Mehmetçik (en turc : Mehmetçik Feneri)  est un feu côtier situé au cap Helles, à la pointe sud de la péninsule de Gallipoli dans le détroit des Dardanelles, dans la province de Çanakkale, en Turquie.
Il est exploité et entretenu par l'Autorité de sécurité côtière (en turc : Kıyı Emniyeti Genel Müdürlüğü) du Ministère des transports et des communications.

## Histoire
Le premier phare a été construit en 1856 par des entrepreneurs français pendant l'Empire ottoman. Il marquait l'entrée sud de la partie étroite du détroit des Dardanelles depuis la mer Égée. Cette tour en pierre de 10 mètres de haut n'a pas survécu à la Première Guerre mondiale. Le site a été le théâtre du débarquement au cap Helles le 25 avril 1915 durant la bataille des Dardanelles, pendant la Première Guerre mondiale.
Un second phare a été érigé en 1919. Il est équipé d'une lentille de Fresnel et il est désormais éclairé avec une lampe électrique.
Le phare et le bâtiment de garde sont sous la protection de la Direction générale de la sécurité côtière en tant que patrimoine national.

## Description
Le phare  est une tour ronde en maçonnerie blanche, de 25 m de haut, avec une galerie et une lanterne, attachée à une maison de gardien d'un étage.
Son feu à éclats émet, à une hauteur focale de 50 m, un bref éclat blanc et rouge de 0.5 seconde par période de 5 secondes. Sa portée est de 19 milles nautiques (environ 35 km) pour le feu blanc, et de 12 milles nautiques (environ 22 km) pour le feu rouge. Il possède un radar Racon émettant la lettre C en code morse.
Identifiant :ARLHS : TUR-042 - Admiralty : N4850 - NGA : 16956.

## Caractéristique dufeu maritime
Fréquence : 5 secondes (W.R)
- Lumière : 0.5 seconde
- Obscurité : 4.5 secondes

### Lien connexe
- Liste des phares de Turquie